# Serdang (stato)
Il Sultanato di Serdang (in lingua aceh: Kesultanan Serdang; in jawi: ﻛﺴﻠﺘﺎﻧﻦ سردڠ) fu un sultanato esistito nell'attuale isola di Sumatra in Indonesia, tra il 1723 ed il 1946. Il sultanato si separò dal Sultanato di Deli dopo la disputa per la successione al trono di quest'ultimo stato, nel 1720. Come molti altri regni nella costa orientale di Sumatra, Serdang prosperò per l'apertura di piantagioni di tabacco, gomma e olio di palma.

## Storia

### La crisi di successione del sultanato di Deli e la nascita del sultanato di Serdang
Con il crescente sviluppo del sultanato di Deli, si innescò a partire dal 1720 una guerra di successione quando, alla morte dell'ultimo sultano in carica e con la decisione di non far succedere il suo primogenito perché giudicato inabile (aveva la vista compromessa), la guerra di successione si spostò tra il figlio secondogenito ed il quartogenito; quest'ultimo riteneva di disporre di maggiori diritti rispetto al secondogenito dal momento che era nato dalla regina consorte e non da una concubina come il secondogenito.
In questa situazione caotica, il figlio terzogenito colse l'occasione per ricavarsi uno stato proprio che fu appunto il sultanato di Serdang. Il nuovo sultano, Tuanku Umar, era stato scacciato da Deli dai fratelli e per prevenire una nuova guerra civile, quando la prima di successione terminò, venne accordato di lasciargli il controllo dello stato che si era ricavato, a patto che esso si qualificasse come dipendente da Deli dal momento che, per la sua conformazione, tagliava esattamente a metà quest'ultimo stato.

### Dall'Ottocento al Novecento
Col tempo, però, lo stato di Serdang divenne sempre più indipendente da Deli. Alla morte del sultano Tuanku Sultan Ainan Johan Alma Shah nel 1817, questi non aveva avuto figli maschi, ma questi aveva sposato la figlia del sovrano del sultanato di Perbaungan, motivo per cui i due sultanati finirono per fondersi tra loro andando ad ingrandire il più prestigioso sultanato di Serdang.
Nel 1865, Serdang sottoscrisse un accordo di protettorato con gli olandesi della Compagnia delle Indie orientali. Nel 1907, il sultano di Serdang firmò un secondo accordo con i Paesi Bassi che proibiva a Serdang di trattare con paesi stranieri, ma tutta la diplomazia dello stato venne gestita direttamente dagli olandesi. Dopo anni di influenza olandese, finalmente, nel 1946, durante il regno del sultano Sulaiman Syariful Alamshah, Serdang si unì allo stato della Repubblica di Indonesia.
Come molti altri stati indonesiani, anche Serdang venne soppresso con l'ingresso nell'Indonesia, per poi essere ripristinato dal 1960 con un ruolo meramente cerimoniale e non più come entità politica.

## Regnanti di Serdang

### Raja e Sultani

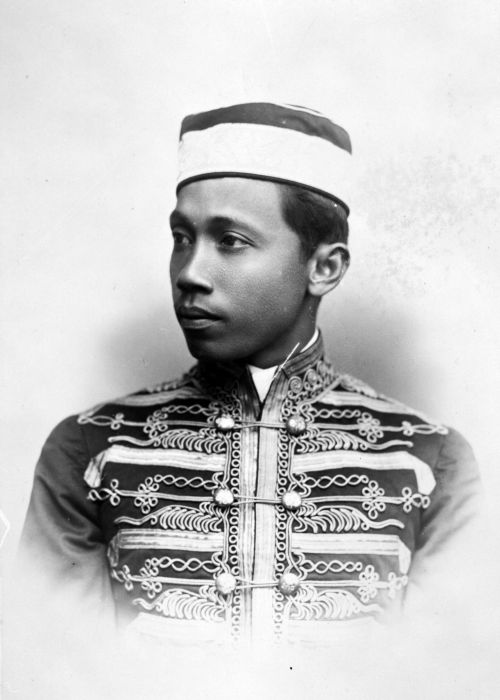
Il sultano Al-Marhum Perbaungan di Serdang

- 1728 - 1782 Tuanku Umar Johan Pahlawan Alam Shah bin Tuanku Panglima Paderap [Kejeruan Junjungan]
- 1782 - 1822 Tuanku Ainan Johan Pahlawan Alam Shah ibni al-Marhum Tuanku Umar [Al-Marhum Kacapuri]
- 1822 - 1851 Paduka Sri Sultan Thaf Sinar Bashar Shah ibni al-Marhum Tuanku Ainan Johan Pahlawan Alam Shah [Al-Marhum Besar]
- 1851 - 1879 Paduka Sri Sultan Muhammad Bashar ud-din Saif ul-'Alam Shah ibni al-Marhum Sultan Thaf Sinar Bashar *Shah [Al-Marhum Kota Batu]
- 20 dicembre 1879 - 13 ottobre 1946 Paduka Sri Sultan Tuanku Sulaiman Sharif ul-'Alam Shah ibni al-Marhum Sultan Bashar un-din Al-Marhum Perbaungan

### Capi della casata
- 1946 - 1960 Tuanku Rajih Anwar ibni al-Marhum Sultan Sulaiman Sharif ul-'Alam Shah, Tengku Putra Mahkota

### Sultani
- 1960- 2001 Paduka Sri Sultan Tuanku Abu Nawar Sharifu'llah Alam Shah al-Haj ibni al-Marhum Sultan Sulaiman Sharif ul-'Alam Shah
- 2001-oggi Paduka Sri Sultan Tuanku Lukman Sinar Bashar Shah II ibni al-Marhum Sultan Sulaiman Sharif ul-'Alam Shah